# ماهم که رخش روشنی خور بگرفت
رباعی با مطلع «ماهم که رخش روشنی خور بگرفت» هشتمین رباعی از دیوان حافظ به تصحیح محمد قزوینی و قاسم غنی می باشد.
| ماهم که رخش روشنی خور بگرفت   |  | گرد خط او چشمهٔ کوثر بگرفت     |
| دل‌ها همه در چاه زنخدان انداخت |  | وآنگه سر چاه را به عنبر بگرفت |